# Неизвестный солдат (фильм, 1955)
«Неизвестный солдат» (фин. Tuntematon sotilas) — кинофильм режиссёра Эдвина Лайне, вышедший на экраны в 1955 году. Первая экранизация одноимённого романа Вяйнё Линна. До сих пор остаётся самым успешным финским фильмом: в кинотеатрах его посмотрело около 2,8 млн человек, что составило более половины населения Финляндии того времени. С 2000 года в каждый День независимости Финляндии государственная телерадиокомпания «Yle» показывает ленту на своих каналах.

## Сюжет
Во время советско-финской войны, в июне 1941 года подразделение Финской армии наступает на Ленинград. Пулемётный взвод, в который входят герои фильма, получает приказ выдвигаться к советской границе. Страх и неопределённость − их постоянные попутчики на переднем крае военных действий.
Несмотря на неопытность, поначалу удача сопутствует финнам, они даже захватывают Петрозаводск и продвигаются далеко вглубь советской территории. Однако по мере того, как война затягивается и испытания становятся всё более суровыми, солдатам становится понятна безнадёжность их борьбы...

## В ролях
- Кости Клемеля — лейтенант Вилле Коскела
- Хейкки Саволайнен — сержант Урхо Хиетанен
- Рейно Толванен — капрал Антти Рокка
- Вейкко Синисало — капрал Лахтинен
- Оке Линдман — капрал Лехто
- Пентти Сиимес — Мяяття
- Лео Рютту — рядовой Ванхала
- Каарло Халтунен — рядовой Рахикайнен
- Матти Ранин — капитан Карилуото
- Юсси Юркка — лейтенант Ламмио
- Тауно Пало — майор Сарастье
- Пентти Ирьяла — капитан Каарна
- Вилхо Сиивола — капрал Мякиля

## Награды и номинации
- 1956 — приз Католической организации кино на Берлинском кинофестивале.
- 1956 — 6 национальных премий «Юсси»: лучшая режиссура (Эдвин Лайне), лучший продюсер (Тойво Сярккя), лучший сценарий (Юха Невалайнен), лучший актёр (Оке Линдман и Вейкко Синисало), специальная премия за лучший монтаж (Армас Валласвуо, Осмо Харкимо).
- 1959 — номинация на приз ООН от Британской киноакадемии.